# Holcolaetis clarki
Holcolaetis clarki is een spinnensoort in de taxonomische indeling van de springspinnen (Salticidae).
Het dier behoort tot het geslacht Holcolaetis. De wetenschappelijke naam van de soort werd voor het eerst geldig gepubliceerd in 1985 door Fred R. Wanless.